# サン＝ピエール＝ド＝ブフ
サン＝ピエール＝ド＝ブフ （Saint-Pierre-de-Bœuf）は、フランス、オーヴェルニュ＝ローヌ＝アルプ地域圏、ロワール県のコミューン。

## 地理
県の最も南東に位置し、ピラ山地の丘陵のふもと、ローヌ川沿いに町が広がる。町はロワール県、イゼール県、アルデシュ県の交差地点にあり、ドローム県、ローヌ県から数kmほどしか離れていない。
コミューンはピラ地域圏自然公園の一部である。

## 人口統計
| 1962年 | 1968年 | 1975年 | 1982年 | 1990年 | 1999年 | 2008年 | 2014年 |
| ------ | ------ | ------ | ------ | ------ | ------ | ------ | ------ |
| 1145   | 1026   | 1114   | 1051   | 1174   | 1306   | 1596   | 1728   |

参照元:1962年から1999年までは複数コミューンに住所登録をする者の重複分を除いたもの。それ以降は当該コミューンの人口統計によるもの。1999年までEHESS/Cassini、2006年以降INSEE。